# Dorisches Griechisch

Verbreitungsgebiet der griechischen Dialekte im klassischen Griechenland. Dorisch in Beige.

Das Dorische ist ein altgriechischer Dialekt, der vom Stamm der Dorer gesprochen wurde. Das Verbreitungsgebiet des Dialekts umfasste große Teile der Peloponnes (unter anderen Sparta, Argos, Korinth), Kreta, Rhodos, Teile der kleinasiatischen Westküste (unter anderen Knidos) sowie die dorischen Kolonien am Schwarzen Meer, auf Sizilien und in Süditalien. Das Dorische wird oft zusammen mit den nah verwandten nordwestgriechischen Dialekten, die in Phokis (Delphi), Lokris und Elis (Olympia) gesprochen wurden, zum Dorisch-Nordwestgriechischen zusammengefasst.
Der dorische Dialekt war in zahlreiche lokale Varianten gegliedert, die hauptsächlich durch Inschriften überliefert sind. Zu den Vertretern der dorischsprachigen Literatur zählen die Lyriker Pindar, Bacchylides und Alkman, die syrakusanischen Komödiendichter Sophron und Epicharmos, der syrakusanische Mathematiker Archimedes sowie die alexandrinischen Dichter Theokritos und Kallimachos. Traditionell war Dorisch die Sprache der Chorlyrik. In der Attischen Tragödie (zum Beispiel Sophokles, Aischylos, Euripides) wird der Dialog auf Attisch gesprochen, das Chorlied aber im dorischen Dialekt gesungen.
In hellenistischer Zeit wurde das Dorische, wie auch die übrigen griechischen Dialekte, durch die Koiné, eine weitgehend auf dem Attischen beruhende Gemeinsprache, verdrängt. Jedoch hat sich in abgelegenen Teilen der Peloponnes bis heute das Tsakonische, ein auf dem antiken Dorischen beruhender Dialekt, erhalten. Auch der kretische Dialekt des Neugriechischen ist durch das Dorische geprägt worden.

## Charakteristika
Wichtige Unterschiede zwischen dem Dorischen und dem Attischen, der klassischen Form des Altgriechischen:
- Ursprüngliches langes ᾱ ā bleibt stets erhalten.
Beispiel: dorisch μᾱ́τηρ mā́tēr („Mutter“) gegenüber attisch μήτηρ mḗtēr oder φᾱ́μᾱ phā́mā („die Kunde, der Ruf“) zu attisch φήμη phḗmē; vgl. Damokles (dorisch; etwa „Volksruhm“) und Demokratie (attisch; „Volksherrschaft“).
- Verwendung von Doppelsigma/Sigma (σσ/σ) an Stelle von attisch Doppeltau/Tau/Theta (ττ und τ/θ) vor Vokalen.
Beispiel: dorisch θάλασσα thálassa („Meer“) zu attisch θάλαττα thálatta, Ἀσάνα/Ἀθάνα Asána/Athána zu attisch/ionisch Ἀθηνᾶ Athená (aus Ἀθηναία > *Ἀθηνάα > Ἀθηνᾶ)/Ἀθήνη Athéne.
- Teilweise Erhaltung des [w]-Lautes (Ϝ, ϝ).
Beispiel: dorisch Ϝοῖκος woikos gegenüber attisch οἶκος oikos („Haus“).
- Ursprüngliches -τι -ti bleibt erhalten.
Beispiel: dorisch φέροντι phéronti gegenüber attisch φέρουσι phérousi („sie tragen“).
- Ersatzdehnung auf η ē und ω ō statt ει ei und ου ou.
- Das Kardinalzahlwort τέτορες tetores („vier“) statt attisch τέτταρες tettares und Ionisch/Koiné τέσσαρες tessares.
- Das Ordinalzahlwort πρᾶτος prātos („erster, der Erste“) statt attisch πρῶτος prōtos.
- Das Demonstrativpronomen τῆνος tēnos („dieser“) für (ἐ)κεῖνος (e)keĩnos.
- Die Endung 3. Person Plural Aorist und Imperfekt ist -n gegenüber attisch -san.
Beispiel: dorisch ἔδον/ἐδίδον édon/edídon, Aorist/Imperfekt von διδόναι/δίδωμι 'didónai/dídômi („geben“) gegenüber attisch ἔδοσαν/ἐδίδοσαν édosan/edídosan.
- Die Futurform -σε-ω -se-ō für attisch -σ-ω -s-ō.
Beispiel: Medium/Passiv von dorisch πράσσειν prássein, attisch πράττειν práttein („tun“): dorisch πραξῆται prāxētai (aus *πραγ-σ-έ-εται *prāg-sé-etai) für attisch πράξεται prāxetai (aus *πράγ-σ-εται *prāg-s-etai) – Dorisches Futur (futurum Doricum).
- Endung der 1. Person Plural auf -μες -mes statt -μεν -men.
- Im Nominativ Plural des Artikels und des Demonstrativpronomens dorisch τοί toi, ταί tai, τοῦτοι toutoi', ταῦται tautai gegenüber attisch οἱ hoi, αἱ hai, οὗτοι houtoi, αὗται hautai.
- Eigene Vokabeln wie die Verben λέειν/λείειν léein/leíein („wollen“), δρᾶν drãn (aus *δράειν *dráein, „tun“) oder πᾶσθαι pãsthai (aus *πάεσθαι *páesthai, „erwerben“), auch als κτᾶσθαι ktãsthai (aus *κτάεσθαι *ktáesthai) überliefert.